# یدوده
ال یدوداه یک منطقهٔ مسکونی در اردن است که در استان عمان واقع شده‌است.